# Musculus semispinalis capitis

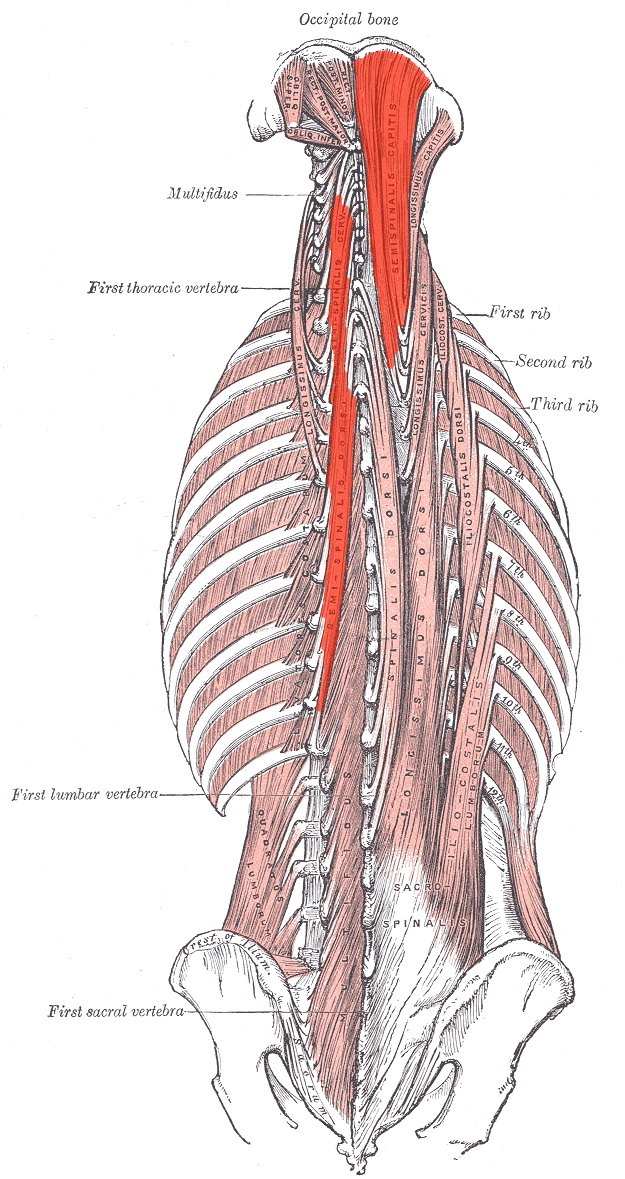
A hát mély izmai (a vörössel jelöltek közül a legfelső nagy kiterjedésű a semispinalis capitis)

A musculus semispinalis capitis egy hosszúkás izom az ember nyakában.

## Eredés, tapadás, elhelyezkedés
Az I.-VI. hátcsigolyák processus transversus vertebrae-ről és a IV.-VII. nyakcsigolyák processus articularis inferior vertebrae-ről és processus articularis superior vertebraeről ered. A linea nuchalis inferior és superior között tapad.

## Funkció
Feszíti a fejet és a nyakat valamint forgat.

## Beidegzés, vérellátás
A ramus posterior nervi spinalis idegzi be. Az aorta muscularis ágai látják el vérrel.

## Külső hivatkozások
- Kép
- Kép
- Leírás